# 진혼
《진혼》은 야다의 2집 《Restructure》의 타이틀곡이다. 